# De profundis (Oscar Wilde)
De Profundis (llatí: "de les profunditats") és una epístola escrita per l'autor irlandès Oscar Wilde durant la seva condemna a la Presó de Reading, dirigida al seu amant Lord Alfred Douglas. La primera meitat és el relat de la relació entre els dos homes i l'estil de vida extravagant que va acabar amb l'empresonament de Wilde per homosexualitat. (El terme jurídic emprat en anglès per descriure la falta comesa per l'autor és l'eufemisme "gross indecency".) Ataca Douglas per la seva vanitat i gust pel luxe, mentre que critica la seva pròpia feblesa en no saber reaccionar contra aquests desitjos. En la segona meitat de la carta, Wilde tracta les conviccions espirituals que ha desenvolupat a la presó i la identificació del condemnat amb Jesucrist, entès com una figura prototípica d'artista romàntic i individual.
La carta està datada entre gener i març de 1897, cap al final del seu captiveri. Durant aquest temps no hi hagué cap mena de contacte entre Douglas i Wilde, i el darrer, condemnat a treballs forçats es trobà també aïllat emocionalment. El nou encarregat de la presó creia que l'escriptura seria catàrtica i permeté a Wilde escriure, tot i que sempre es trobava sota supervisió i no se li permeté enviar la carta. Un cop fora de Reading, Wilde va entregar el manuscrit a Robert Ross, qui n'havia de fer dues còpies: una per al mateix Wilde i l'altra per a Douglas. Ross publicà la carta cinc anys després de la mort de l'escriptor, ara sota el títol de De Profundis, que prové del Salm 130. Inicialment es tractava d'una versió incompleta, sense els seus elements autobiogràfics. D'altres edicions hi permeteren més text, fins que l'any 1962 la primera versió completa i correcta aparegué en un volum de correspondència de Wilde.

## Orígens biogràfics
L'any 1892 Oscar Wilde inicià la seva amistat amb Lord Alfred Douglas, un jove i vanitós aristòcrata. Tan bon punt com la intimitat entre tots dos homes es va fer evident, la familia i els amics de tots dos els demanaren que deixessin de veure's. El pare de Lord Alfred, el marquès de Queensberry, tenia freqüents disputes amb el seu fill per aquest motiu. Després de la mort del seu primer fill, el viscomte de Drumlanrig, Queensberry pare els acusà en privat d'actes impúdics i amenaçà Alfred Douglas amb tallar-li els seus ingressos econòmics. Quan tots dos es negaren a no veure's més, Queensberry començà el seu atac públic contra Oscar Wilde. L'any 1895 Wilde estava gaudint del seu any de més èxit i fama amb les seves obres Un marit ideal i La importància de ser Franc als teatres de Londres. Tornant de les seves vacances després d'una estrena, Wilde trobà una nota de Queensberry al seu club amb la inscripció "For Oscar Wilde, posing somdomite" [sic]. ("Per Oscar Wilde, somdomita ostentós)
No volent rebre més insults i sota la influència del mateix Lord Alfred, que intentava atacar son pare de la manera que fos possible, Wilde denuncià el marquès de Queensberry per difamació criminal. Un cop començat el procés, Wilde retirà la seva acusació, i el jutge declarà que l'acció de Queensberry contra Wilde estava justificada. La Corona va promulgar una ordre de detenció contra Wilde i l'autor va ser empresonat per homosexualitat juntament amb altres homes condemnats sota les lleis conegudes com el Labouchere Amendment l'abril de 1895. El judici va ser objecte de discussió social un cop es conegueren detalls sobre els amants de classe obrera de Wilde. L'autor es va negar a admetre culpabilitat i el jurat es veié incapaç d'arribar a un veredicte. En un segon judici Wilde va ser sentenciat a presó dos anys, on s'enfrontava a treballs forçats.

## Adaptacions
Juntament amb altres documents bibliogràfics, De Profundis ha esdevingut material per reconstruccions dels judicis de Wilde i de la seva decadència. S'ha portat als escenaris una versió teatral anomenada Actes Indecents. Els tres judicis d'Oscar Wilde, escrita per Moisés Kaufmann i estrenada originalment sota el títol Gross Indecency. The three trials of Oscar Wilde. A Barcelona va ser representada a la sala Artenbrut l'any 2005.